# Collège Rognoni
Pour les articles homonymes, voir Rognoni.
L'« École des enfants du spectacle » (appelée également collège Rognoni) est un établissement français d'enseignement fondé en 1924, comprenant deux classes élémentaires au sein de l’école Cardinal-Lemoine, et quatre classes secondaires au sein du collège. 
Situé à Paris dans le 5e arrondissement (au 24, rue du Cardinal-Lemoine), il est devenu un établissement public de l'Éducation nationale, qui a la particularité de proposer un mi-temps à des enfants qui pratiquent une activité extra-scolaire intensive, notamment : danse, musique, tennis, football, patinage artistique, gymnastique rythmique et sportive, cirque, théâtre, comédie. Les élèves, venant de la région francilienne, sont sélectionnés sur la qualité de leur pratique artistique, sportive ou musicale ainsi que sur leurs résultats scolaires. Les cours ont lieu tous les jours de la semaine (du lundi au vendredi), par demi-journée.      

## Histoire
En 1920, un étudiant du Conservatoire, Raymond Rognoni (1892-1965), s'ouvre à son professeur, Georges G.-Toudouze, de son inquiétude devant le sort des jeunes enfants engagés par les nombreuses troupes de théâtre parisiennes et qui ne peuvent pas suivre les cours des écoles primaires, eu égard aux horaires décalés. Il fonde en 1924 une association, l'« Association pour la protection des enfants du spectacle », et obtient des soutiens officiels : la Ville de Paris lui prête un bâtiment et du personnel, le Ministère agréée l'école le 23 juin 1924 sous le nom d'« École primaire spéciale des Enfants du spectacle », puis le 1er octobre 1928 l'intègre au système d'État. En 1945, l’école devient publique.  
Raymond Rognoni dirige l'établissement. À sa création, les cours n'avaient lieu que l'après-midi, pour laisser aux enfants engagés dans les spectacles de la capitale l'occasion de rattraper leur nuit. Aujourd'hui la scolarité se déroule soit le matin soit l'après-midi.  

## Structure
L'établissement accueille environ 200 élèves au collège : 52 collégiens en 6e, 52 collégiens en 5e, 52 collégiens en 4e, 52 collégiens en 3e, et 10 collégiens en Unité localisée pour l'inclusion scolaire. Il a aussi deux classes élémentaires matin ou après-midi (double niveau CM1-CM2). 
La langue étudiée de la 6e à la 3e est l'anglais. À partir de la 5e, l'élève a le choix entre l'allemand et l'espagnol pour la deuxième langue vivante. Le latin est enseigné à titre optionnel. Le mi-temps pédagogique est organisé par demi-journées : les classes du matin (6e A, 5e A, 4e A, 3e A) ont cours de 8 h 25 à 12 h 50 ; les classes de l'après-midi (6e B, 5e B, 4e B, 3e B) ont cours de 12 h 55 à 17 h 20.
La restauration scolaire est assurée.
Un recrutement spécifique est mis en place, avec une sélection sur dossier scolaire et une audition artistique ou sportive. L'admission peut se faire également en CM1 et en CM2. La majorité des enfants intègre l'établissement en 6e.

## Anciens élèves
De nombreux élèves sont devenus des professionnels renommés dans leur discipline artistique ou sportive. 
- Charles Aznavour (élève de 1933 à 1936)
- Virginie Ledoyen (élève de 1985 à 1988)
- Clovis Cornillac (?)
- Benoît Magimel (élève en 1985)
- Alexis Tomassian (élève de 1992 à 1995)
- Thomas Salsmann (élève de 1992 à 1997)
- Adrien Antoine (?-1995)
- Dorothée Pousséo (?-1995)
- Hervé Grull (élève de 1991 à 1993)
- Hervé Rey (élève de 1986 à 1988)
- Marie-Eugénie Maréchal (élève de 1987 à 1993)
- Mark Lesser (élève de 1970 à 1975)
- Mathias Kozlowski (?)
- Patrick Borg (?)
- William Coryn (?)
- Jules Sitruk (?)
- Albane Duterc
- Maé-Bérénice Méité, championne de France de patinage artistique
- Djena Tsimba
- Jules Angelo Bigarnet
- Thierry Bourdon
- Robert Lynen

## Détails et statistiques
Ce site est desservi par les stations de métro Cardinal Lemoine, Jussieu et Maubert - Mutualité.
| Année                      | 2016  | 2015                           | 2014                         | 2013                     | 2012                     |
| -------------------------- | ----- | ------------------------------ | ---------------------------- | ------------------------ | ------------------------ |
| Taux de réussite au brevet | 98,1% | 96,23 % dont mention = 90,57 % | 100 % dont mention = 94,23 % | 98 % dont mention = 82 % | 100 % dont mention 100 % |

Analyse de France Examen (france-examen.com)[pas clair]
En 2015, le collège public Rognoni a obtenu un taux de réussite de 96,23 % (contre 87,56 % au niveau départemental et 87,56 % au niveau académique) et un taux de mention de 90,57 % (contre 67,59 % pour le département et 67,59 % pour l’académie)[réf. souhaitée].
Ses résultats lui ont permis d’obtenir trois palmes dans le palmarès : une distinction attribuée aux établissements ayant plus de 50 inscrits au DNB[Quoi ?] et dont le taux de mention est au moins égal à 80 %. Seuls 1,59 % des collèges en France ont obtenu des résultats au moins équivalents[réf. souhaitée].